# Alfred Kinzelbach
Alfred Kinzelbach (* 18. März 1841 in Ulm; † 27. März 1908 in Laupheim) war ein württembergischer Oberamtmann.

## Leben und Werk
Der Sohn des Regierungsrevisors und späteren Oberamtmanns Gottlob Friedrich Kinzelbach besuchte das Obergymnasium in Heilbronn. Von 1859 bis 1863 studierte er Regiminalwissenschaften in Tübingen. Er war Mitglied der Burschenschaft Nordland Tübingen. 1863 und 1864 legte er die höheren Dienstprüfungen ab. Von 1865 bis 1867 war er als Assistent und Aktuariatsverweser bei verschiedenen Oberämtern tätig. 1867 wurde er Amtmann beim Oberamt Backnang und 1877 Sekretär bei der Regierung des Jagstkreises in Ellwangen. Von 1881 bis 1888 leitete er als Oberamtmann das Oberamt Sulz, von 1888 bis 1896 das Oberamt Schorndorf und von 1896 bis 1908 das Oberamt Laupheim. 1904 wurde ihm der Titel Regierungsrat verliehen.

## Ehrungen
- 1889 – Jubiläumsmedaille
- 1891 – Ritterkreuz 1. Klasse des Friedrichs-Ordens
- 1899 – Karl-Olga-Medaille in Silber
- 1908 – Rote Kreuz-Medaille